# 平野文子
平野 文子（ひらの ふみこ）は、アートワークやファッションブランド、写真集のデザインなどを手がけるアートディレクターである。

## 概要
ソニー・ミュージックエンタテインメントデザイン室勤務を経て、デザイン会社THROUGH.にて音楽関係の映像監督、アートディレクションを担当。これまで多くのブランドやミュージシャンの世界観を確立させており、現在、おもにアーティストのPV監修などを行っている。
また、YUKIやスタイリストの大森よう子と共に「Sleep」というアートユニットを組んでいる。

## 活動

### MV監修・ビジュアルプロデュース
- YUKI
  - 歓びの種（2005年9月7日）
  - メランコリニスタ（2006年1月25日）
  - ふがいないや（2006年8月9日）
  - ビスケット（2007年5月25日）
  - ワンダーライン（2007年12月12日）
  - 汽車に乗って（2008年4月16日）
  - ランデヴー（2009年3月4日）
  - COSMIC BOX（2009年11月18日）
  - ひみつ（2011年4月6日）
  - HELLO（2011年7月27日）
  - わたしの願い事

- 稲森寿世
  - GIRLS STYLE（2008年5月7日）

- CHARA
  - Cherry Cherry（2007年8月29日）
  - kiss（2008年9月24日）

- 米津玄師
  - アンビリーバーズ（2015年8月21日）　- MV監督
  - LOSER（2016年9月15日） - MV監督

- AKB48
  - 11月のアンクレット（2017年11月22日） - MV監督
  - センチメンタルトレイン（2018年9月19日） - ジャケット

- ザ・コインロッカーズ
  - 憂鬱な空が好きなんだ（2019年6月19日） - MV監督

- Salyu
  - コルテオ 〜行列〜/HALFWAY
  - MAIDEN VOYAGE
  - 新しいYES
  - 青空/magic
  - Lighthouse
  - photogenic
  - Taxi
  - Tokyo Tape
- Siip
- πανσπερμία
- LISA
- hadashino step

### TV
- ハチミツとクローバーII（2006年）- オープニング映像